# بات كيني
بات كيني (بالإنجليزية: Pat Kenny)‏ هو مقدم تلفزيوني وصحفي أيرلندي، ولد في 29 يناير 1948 في دبلن في جمهورية أيرلندا.

## وصلات خارجية
- بات كيني على موقع IMDb (الإنجليزية)